# Matilde Moisant
Matilde Josephine Moisant (13 de septiembre de 1878 - 5 de febrero de 1964) fue una aviadora pionera estadounidense. Fue la segunda mujer en los Estados Unidos en conseguir la licencia de piloto.

## Primeros años
Moisant nació el 13 de septiembre de 1878 en Manteno, Illinois o Earl Park, Indiana hija del matrimonio formado por Médore Moisant y Joséphine Fortier. Ambos lugares existen en los registros, pero su licencia del Aero Club de América muestra Earl Park. Ambos padres eran canadienses de origen francés. Sus hermanos eran George, John, Annie M., Alfred Moisant, Louise J. y Eunice Moisant. John y Alfred fueron también aviadores. En 1880, la familia vivía en Manteno, Illinois y su padre trabajaba como granjero. En algún momento posterior, la familia se trasladó a San Francisco. En 1896, compraron varias plantaciones de caña de azúcar en El Salvador, que generaron abundantes ingresos a la familia.

## Carrera en la aviación
Moisant aprendió a volar en la Escuela de Aviación Moisant de su hermano Alfred en Long Island, Nueva York. El 14 de agosto de 1911, unas semanas después que su amiga Harriet Quimby recibiera el certificado de piloto, Matilde Moisant se convirtió en el segundo piloto femenino certificado por el Aero Club de América. Después se dedicó a consolidar una carrera en el vuelo de exhibición. En septiembre de 1911, voló en una exhibición aérea en el aeródromo de Nassau Boulevar en Garden City, Nueva York y, mientras competía contra Hélène Dutrieu, Moisant rompió el récord mundial de altitud femenino y ganó el trofeo Rodman-Wanamaker volando a 1.200 pies (370 m).

## Retiro del vuelo aéreo
Moisant dejó de volar el 14 de abril de 1912 en Wichita Falls, Texas cuando su avión se estrelló (el mismo día que el Titanic golpeaba un iceberg). Unos meses más tarde, el 1 de julio de 1912, su amiga Harriet Quimby murió cuando salió despedida de su avión. A pesar de que Moisant se recuperó de sus heridas, dejó de volar. Durante la Primera Guerra Mundial trabajó como voluntaria en el frente en Francia, recaudando fondos. Pasó varios años dividiendo su tiempo entre los EE. UU. y la plantación familiar en El Salvador, antes de regresar al área de Los Ángeles.

## Muerte
Matilde Moisant murió en 1964 en Glendale, California, a los 85 años, y fue enterrada en el Portal of Folded Wings Shrine to Aviation en el Valhalla Memorial Park Cemetery, en North Hollywood, Los Ángeles, California.

## Cronología
- 1878 Nacimiento en Indiana.
- 1880 Vive en Manteno, Kankakee, Illinois.[4]
- 1880 Censo de EE. UU. en Manteno, Illinois.
- 1900 Censo de EE. UU. en California.
- 1910 Muerte de John B. Moisant, su hermano.[3]
- 1911 Recibe el certificado de piloto.[3]
- 1911 Gana el trofeo Rodman-Wanamaker de altitud.[3]
- 1912 Accidente en Texas el 14 de abril.[3]
- 1920 Viviendo en Los Ángeles, California.
- 1920 Censo de EE. UU. en Los Ángeles, California.
- 1930 Censo de EE. UU. en La Crescenta, California.
- 1964 Muerte en California[1]
- 1964 Entierro en Valhalla Memorial Park Cemetery[8]

### Citas
1. 1 2 3  «Matilde Moisant, Early Fflyer, Dies». New York Times. 7 de febrero de 1964. Consultado el 6 de febrero de 2016.
2. ↑  «Miss Moisant Wins License. Second Woman In This Country To Prove Her Ability To Fly.». New York Times. 14 de agosto de 1911. Consultado el 31 de mayo de 2008. «Garden City, Long Island. August 13, 1911. With the wind eddies flattened to almost a dead calm, Miss Matilda Moisant, sister of the late John B. Moisant, who was killed at New Orleans last January, distinguished herself this morning as the second woman in this country to win a pilot's license under the rules of the Aero Club of America.»
3. 1 2 3 4 5 6 7 8 9  «Matilde Moisant». Women in Aviation and Space History. Washington, DC: Smithsonian National Air and Space Museum.
4. 1 2  «1880 federal population census: Kankakee and Kendall Counties, Illinois». FamilySearch. Washington, D. C.: National Archives and Records Administration. 21 de junio de 1880. Consultado el 2 de diciembre de 2016.
5. ↑  New York Times, 14 agosto 1911
6. ↑  Erisman, Fred (2009). From birdwomen to skygirls: American girls' aviation stories. Fort Worth, Tex. : TCU Press. p. 45. Consultado el 10 de octubre de 2016.
7. ↑  Foto caption, La Edad de Goma y Cansar Noticioso (septiembre 25, 1917): 20.
8. 1 2  «13 Pioneer Aviators». The Portal of the Folded Wings. North Hollywood, California: Pierce Brothers Valhalla Cemetery. 2011. Archivado desde el original el 29 de octubre de 2016. Consultado el 2 de diciembre de 2016.